# Guido Rosselli
Pour les articles homonymes, voir Rosselli.
Guido Rosselli, né le 25 mai 1983, à Empoli, en Italie, est un joueur italien de basket-ball. Il évolue aux postes d'arrière et d'ailier.